# Dragan Mladenović (jugador d'handbol)
Dragan Mladenović   (Pirot, 29 de març de 1956) és un jugador d'handbol iugoslau, ja retirat, que va participar en els Jocs Olímpics d'Estiu de 1984. Formant part de la selecció iugoslava va guanyar la medalla d'or. Hi va jugar dos partits. En el seu palmarès també destaca una medalla d'or al Campionat del Món d'handbol de 1986.
A nivell de clubs jugà al Železničar Niš, amb qui guanyà les copes iugoslaves de 1981-82 i 1984-85, i el Teka Cantabria (1986-1988).